# Van Zee (cantante)
Sebastião van Zee Sales Caldeira, noto semplicemente come Van Zee (Funchal, 19 aprile 2002), è un cantante portoghese.

## Biografia
Van Zee, che ha esordito con l'album in studio Aporia (2021), si è fatto conoscere con Tempo (2020), che è divenuto il suo primo successo numero uno tre anni dopo la pubblicazione e che è stato certificato quadruplo platino dalla Associação Fonográfica Portuguesa.
Nel dicembre 2023 è stato diffuso il suo secondo LP, dal titolo Do.mar; il disco, classificatosi 2º, è stato il 5º più venduto nel corso dell'anno successivo, è stato certificato platino per le 7 000 unità equivalenti ed è stato promosso in sale da concerti che hanno registrato il tutto esaurito. Lo stesso ha prodotto le hit Amar de cor e Alma nua, certificate rispettivamente quadruplo e sestuplo platino dalla AFP per le 40 000 e 60 000 copie.
Alta costura (2025), progetto prodotto in collaborazione con FrankieOnTheGuitar, è stato il suo secondo album a raggiungere il podio della graduatoria portoghese. Si è inoltre conteso il riconoscimento alla canzone dell'anno ai Play - Prémios da Música Portuguesa con Benção (2024), numero uno e quintuplo platino. Nel febbraio 2025 ha tenuto un concerto presso il Coliseu Porto Ageas e quello dos Recreios di Lisbona.

## Discografia

### Album in studio
- 2021 – Aporia
- 2023 – Do.mar
- 2025 – Alta costura (con FrankieOnTheGuitar)

### Singoli
- 2020 – Tempo
- 2020 – After8
- 2020 – Bali (con Nuovo)
- 2021 – Tempestade (con Sfil e Klosxe)
- 2021 – Trinca na D. (con Vlad)
- 2021 – Cuba
- 2022 – Pull Up
- 2022 – Perto
- 2022 – Alma nua
- 2023 – Senti tanto
- 2023 – Underwater (con FrankieOnTheGuitar e Diogo Piçarra)
- 2023 – Para casa
- 2023 – Amar de cor
- 2023 – Chamadas (con Ivandro)
- 2023 – Laços
- 2023 – International Bizz
- 2023 – À tua porta (con Carolina Deslandes)
- 2023 – Só dá (con Julinho KSD)
- 2024 – It Will Hurt Both Ways (con Richie Campbell)
- 2024 – Quem és tu? (con FrankieOnTheGuitar)

### Collaborazioni
- 2024 – Benção (Mizzy Miles feat. Van Zee & Bispo)